# Wasserstraßen- und Schifffahrtsamt Minden
Das Wasserstraßen- und Schifffahrtsamt Minden (WSA Minden) war ein Wasserstraßen- und Schifffahrtsamt in Deutschland. Es gehörte zum Dienstbereich der Generaldirektion Wasserstraßen und Schifffahrt, vormals Wasser- und Schifffahrtsdirektion Mitte.
Durch die Zusammenlegung der Wasserstraßen- und Schifffahrtsämter Minden, Braunschweig und Uelzen ging es am 5. Februar 2020 im neuen Wasserstraßen- und Schifffahrtsamt Mittellandkanal / Elbe-Seitenkanal auf. 
Das Wasserstraßen- und Schifffahrtsamt betrieb im Rahmen der Öffentlichkeitsarbeit am Wasserstraßenkreuz Minden ein Informationszentrum. 
Im Dienstgebäude des ehemaligen Wasserstraßen- und Schifffahrtsamtes befindet sich die Fachstelle Maschinenwesen Mitte.

## Zuständigkeitsbereich

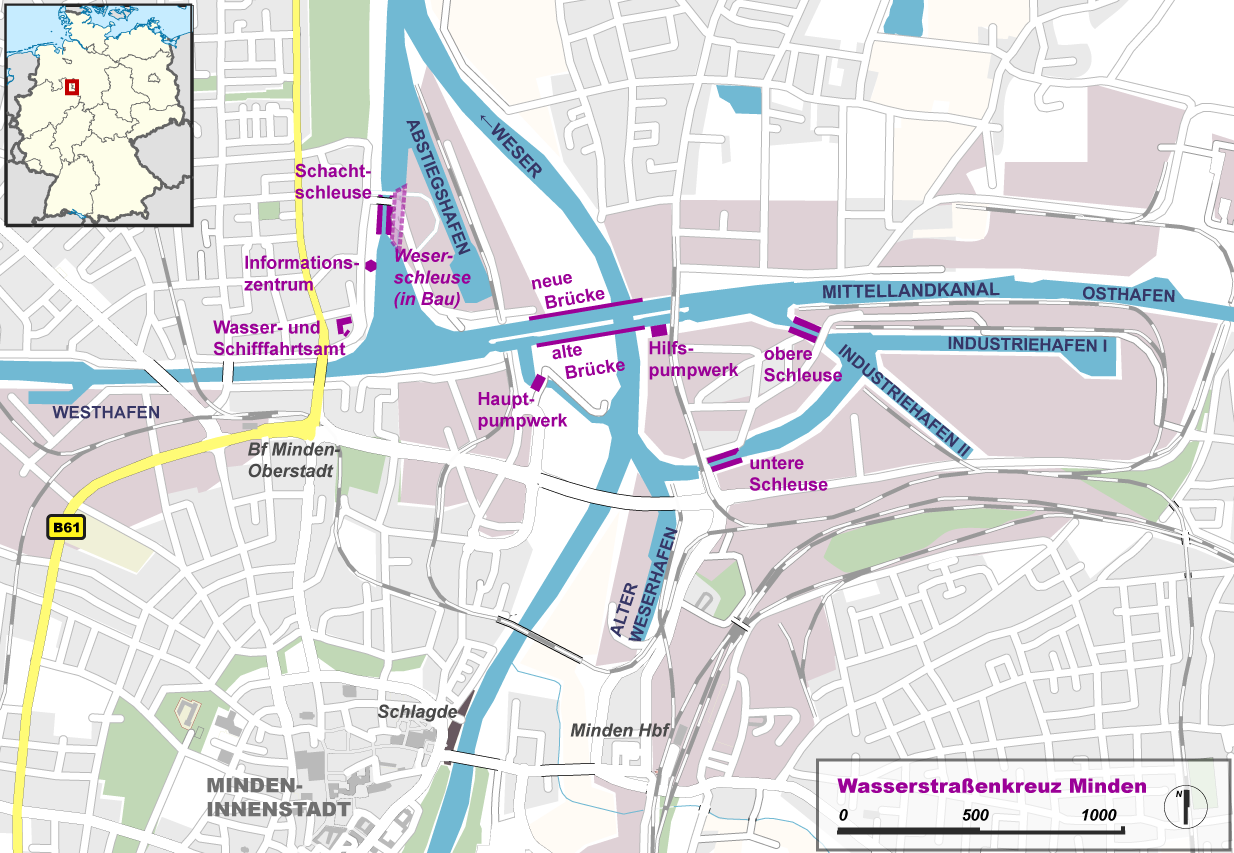
Lage am Wasserstraßenkreuz Minden

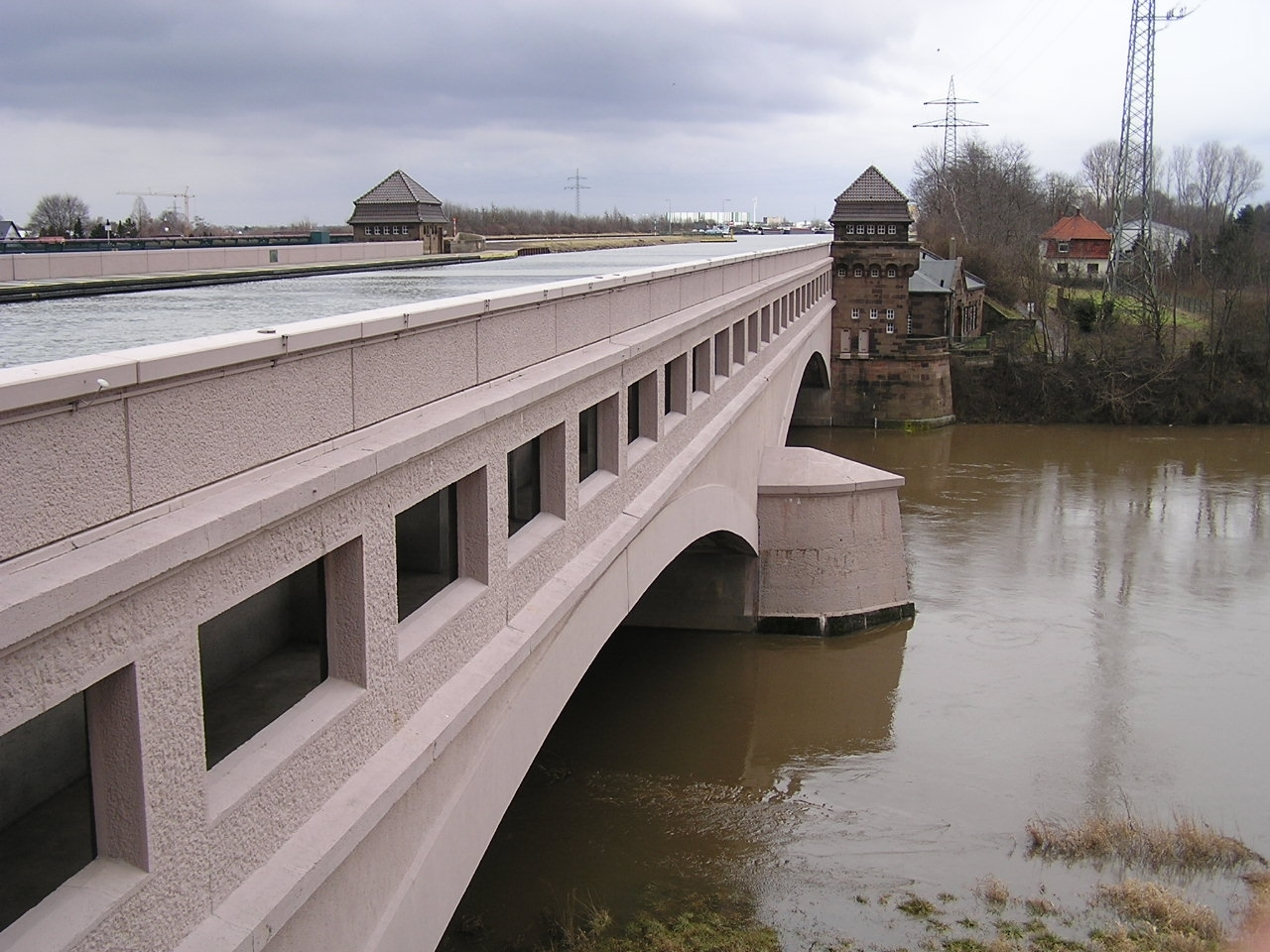
Wasserstraßenkreuz Minden

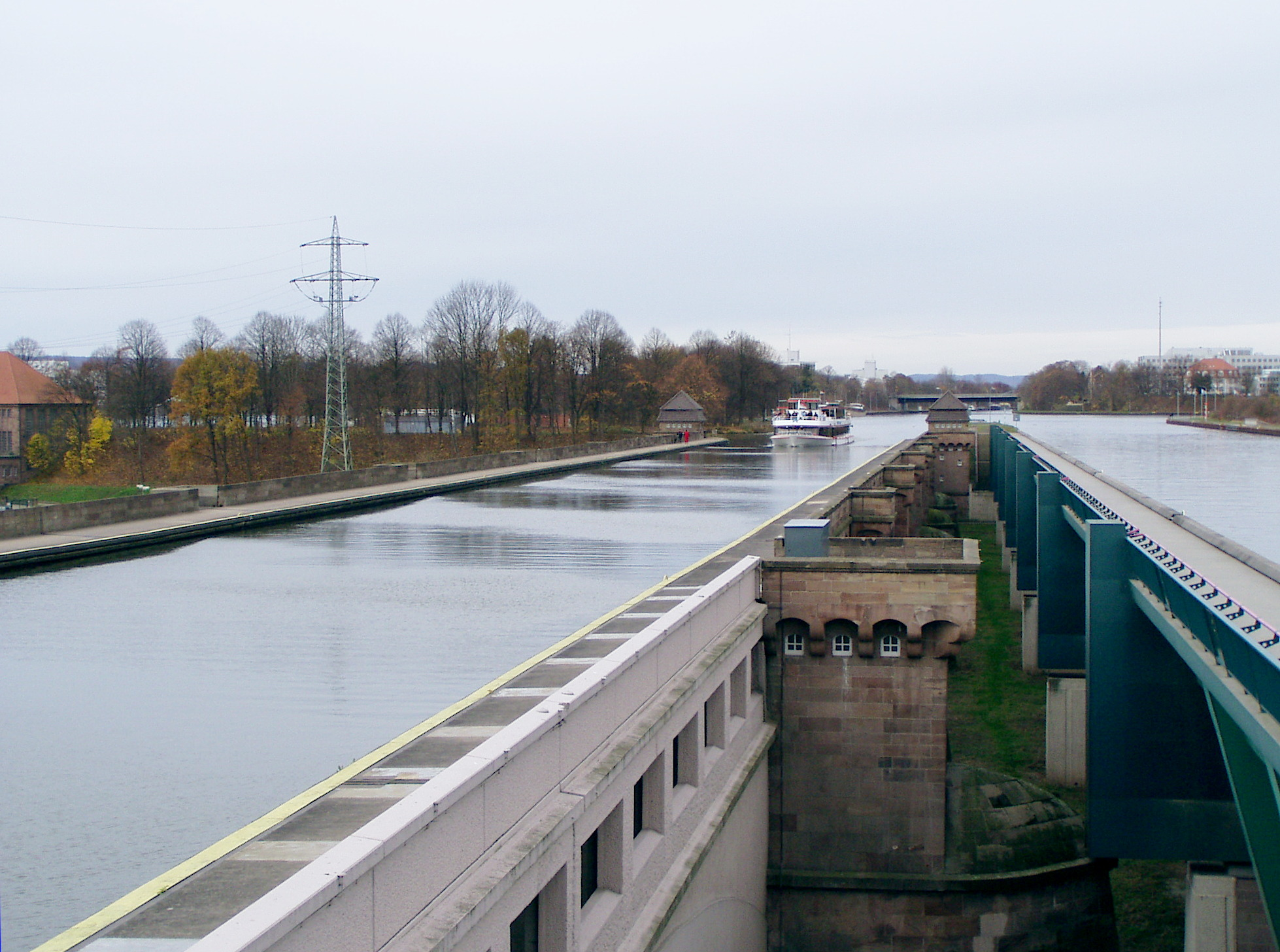
Mittellandkanal am Wasserstraßenkreuz Minden

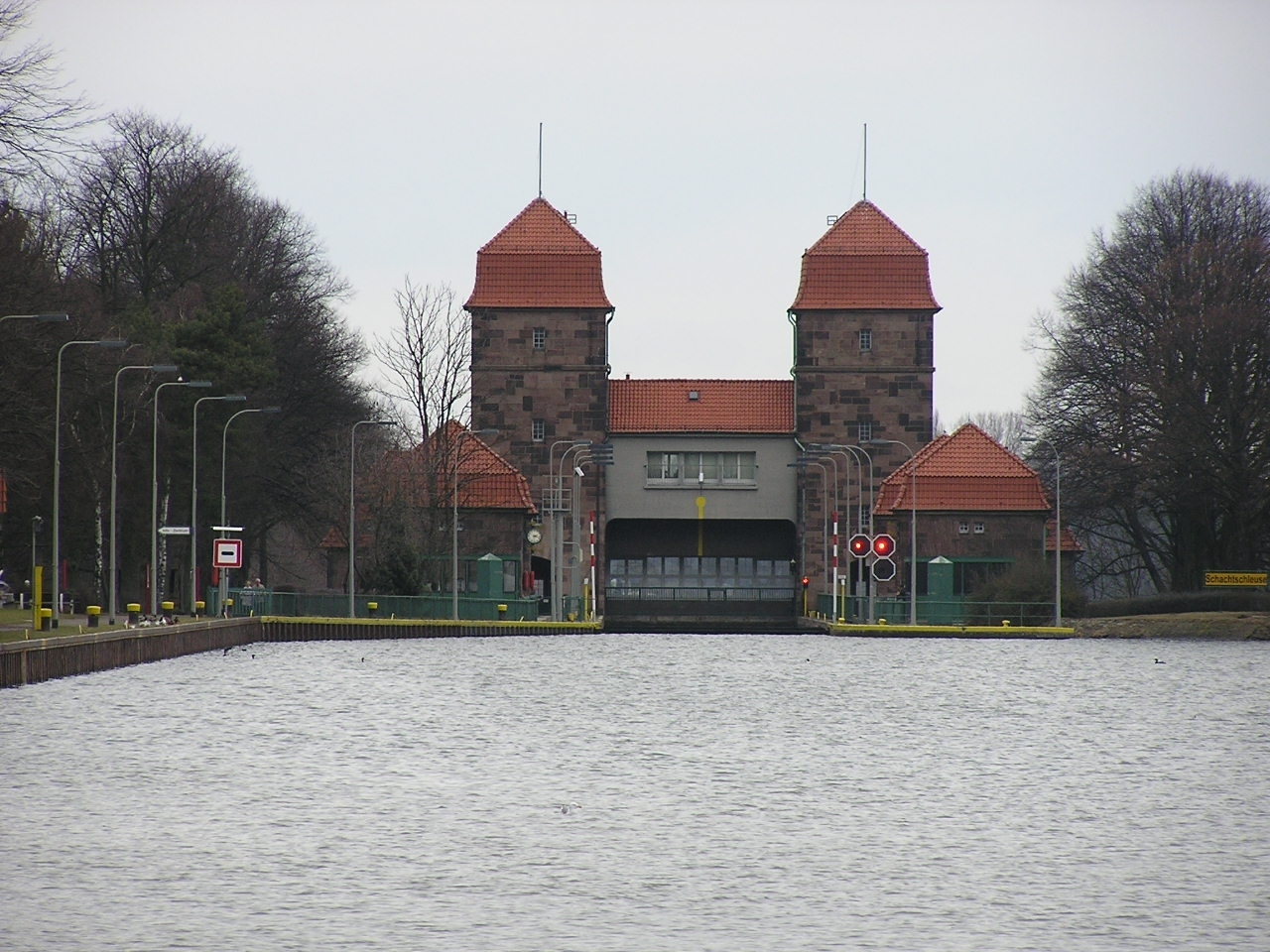
Schachtschleuse Minden

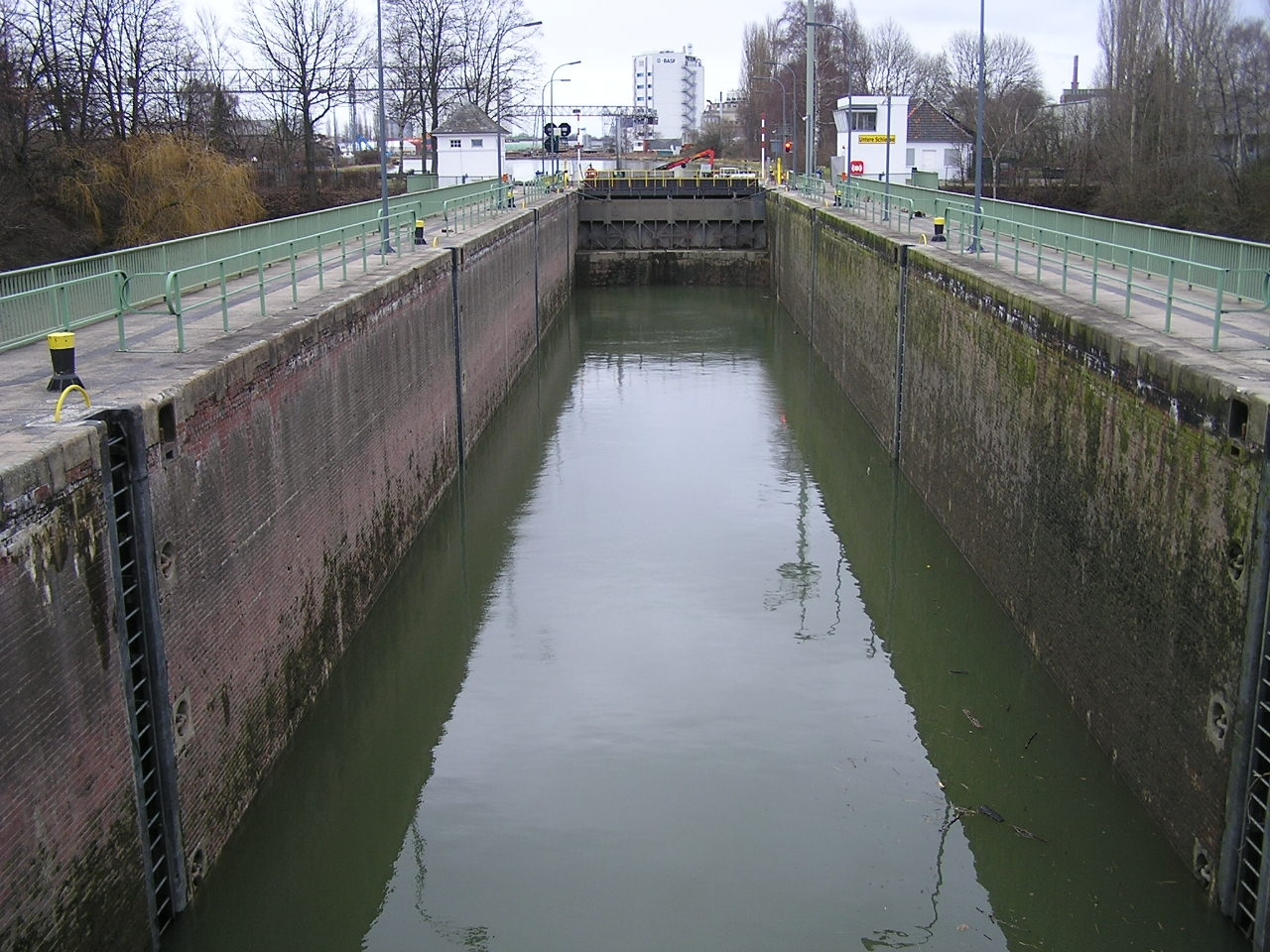
Blick in die Untere Schleuse

Bei einer Reform der Wasser- und Schifffahrtsverwaltung des Bundes wurden 1978 die Wasser- und Schifffahrtsämter Minden-Weser, Minden-Mittellandkanal und Osnabrück zum Wasser- und Schifffahrtsamt Minden zusammengefasst und die Grenzen zu den Nachbarämtern neu festgelegt. Danach umfasste der Zuständigkeitsbereich den Mittellandkanal von Bergeshövede (km 0,0) bis Sachsenhagen (km 128,14), die Stichkanäle Ibbenbüren und Osnabrück, das Wasserstraßenkreuz Minden mit den Verbindungskanälen Nord und Süd zur Weser und die Weser von Großenwieden (km 154,0) bis Petershagen (km 213,0).

## Aufgabenbereich
Zu den Aufgaben des Wasserstraßen- und Schifffahrtsamtes Minden gehörten:
- Unterhaltung der Bundeswasserstraßen im Amtsbereich
- Betrieb und Unterhaltung baulicher Anlagen wie z. B. Schleusen und Brücken
- Aus- und Neubau
- Unterhaltung und Betrieb der Schifffahrtszeichen
- Messung von Wasserständen
- Übernahme strom- und schifffahrtspolizeilicher Aufgaben
- Öffentlichkeitsarbeit im Bereich des Wasserstraßenkreuzes Minden mit einem Schifffahrtsmuseum.

## Außenbezirke
Zum Wasserstraßen- und Schifffahrtsamt Minden gehörten Außenbezirke in Bramsche, Bad Essen, Minden und der Bauhof Minden.
- Der Außenbezirk Bramsche war zuständig für den Mittellandkanal von km 0,0 bis km 43,2, den Stichkanal Ibbenbüren und den Stichkanal Osnabrück mit den Schleusen Hollage und Haste.
- Der Außenbezirk Bad Essen war zuständig für den Mittellandkanal von km 43,2 bis km 90,0.
- Der Außenbezirk Minden war zuständig für den Mittellandkanal vom km 90,0 bis km 128,14 (Grenze zum Amtsbereich des früheren Wasserstraßen- und Schifffahrtsamtes Braunschweig), das Wasserstraßenkreuz Minden mit den Verbindungskanälen Nord und Süd zur Weser und der Schachtschleuse Minden, der Oberen und Unteren Schleuse Minden sowie die Weser von km 154,0 (Grenze zum Amtsbereich des Wasserstraßen- und Schifffahrtsamtes Hann. Münden) bis km 213,0 nördlich von Minden (Grenze zum Amtsbereich des Wasserstraßen- und Schifffahrtsamtes Verden).
- Der Bauhof Minden nahm insbesondere Wartungs- und Instandsetzungsaufgaben an Schiffen und Anlagen des Wasserstraßen- und Schifffahrtsamtes Minden wahr.

## Revier- und Betriebszentrale Minden
Die Revier- und Betriebszentrale Minden ist zuständig für die zentrale Wasserbewirtschaftung, die Fernsteuerung und -überwachung von Anlagen und den Nautischen Informationsdienst im Dienstbereich der Außenstelle Hannover der Generaldirektion Wasserstraßen und Schifffahrt und somit im Bereich des Mittellandkanals, des Elbe-Seitenkanals und der Mittelweser sowie einiger Nebenflüsse.

### Zentrale Wasserbewirtschaftung
Die Zentrale Wasserbewirtschaftung der Revier- und Betriebszentrale Minden überwacht die Wasserstände von Mittellandkanal und Elbe-Seitenkanal und ist zuständig für den Ausgleich von Wasserverlust durch Schleusungen, Versickerungen, Entnahmen und Verdunstungen bzw. Wasserspiegelerhöhungen durch Niederschläge, Einleitungen und durch den Einfluss von Wind und sorgt so für eine möglichst konstante Fahrrinnentiefe bzw. Durchfahrtshöhe unter Brücken.

### Fernsteuerung und -überwachung von Anlagen

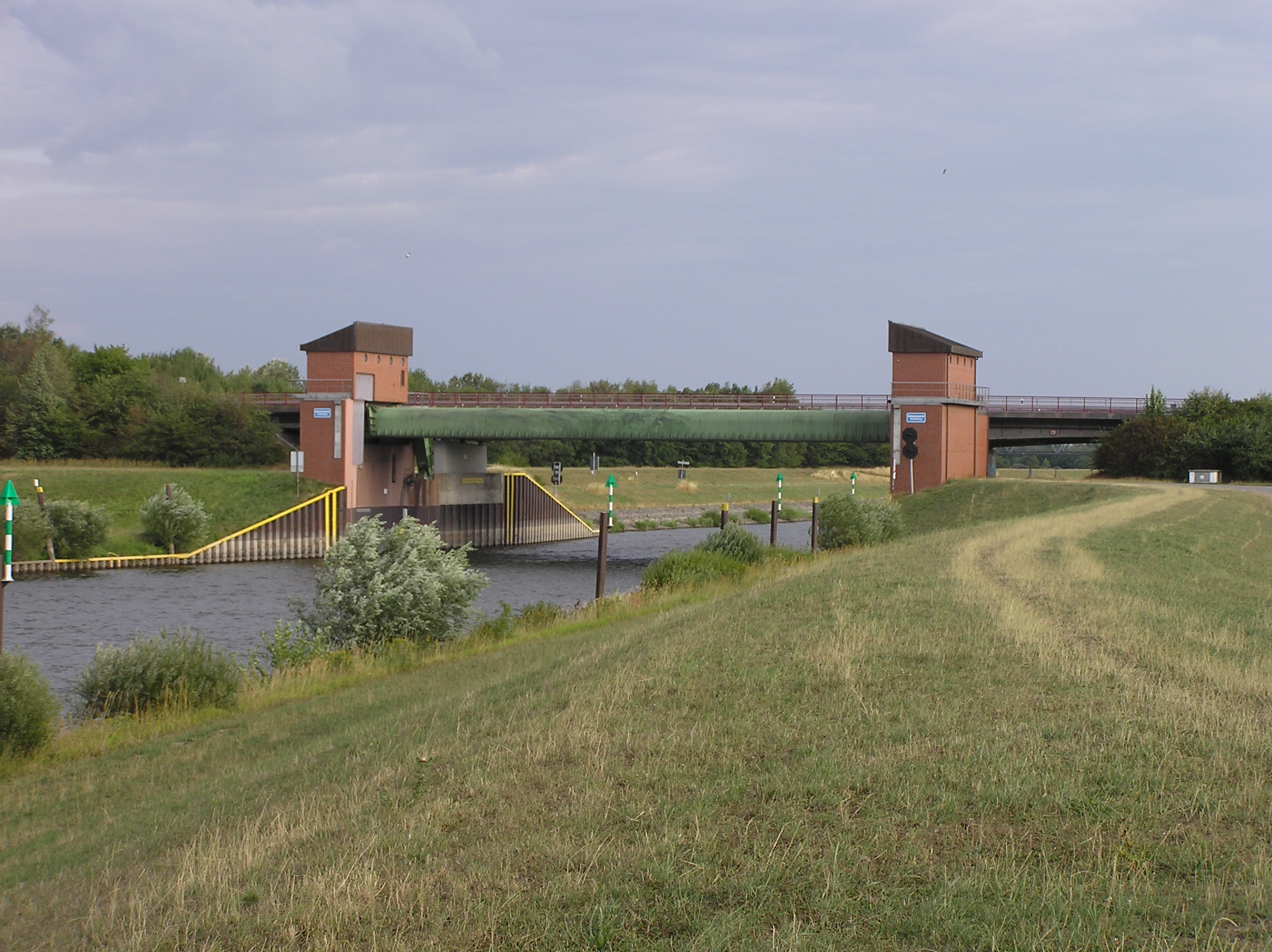
Hochwassersperrtor Artlenburg

In der Revier- und Betriebszentrale Minden werden 13 Sicherheitstore im Bereich des Mittellandkanals und des Elbe-Seitenkanals und das Hochwassersperrtor Artlenburg überwacht und gesteuert.

### Nautischer Informationsfunk
Der Nautische Informationsfunk dient dem Austausch von Nachrichten zwischen Verkehrsteilnehmern auf den Wasserstraßen im Dienstbereich der Außenstelle Hannover der Generaldirektion Wasserstraßen und Schifffahrt und der Wasserstraßen- und Schifffahrtsverwaltung. Direktionsübergreifend sind außerdem die Funkstellen Bevergern, Hemelingen und Rothensee an die Revier- und Betriebszentrale Minden, die rund um die Uhr besetzt ist, angeschlossen.

## Leitzentrale Minden
Ebenfalls am ehemaligen Wasserstraßen- und Schifffahrtsamt Minden angesiedelt ist die Leitzentrale Minden, von der aus der Schleusenbetrieb gesteuert wird. Die Leitzentrale (ehemals Fernbedienzentrale Schleusen) wurde am 5. Februar 2004 in Betrieb genommen. Angeschlossen sind Schleusen aus den Amtsbereichen der Wasserstraßen- und Schifffahrtsämter Verden und Minden.
Amtsbereich Wasserstraßen- und Schifffahrtsamt Verden (Schleusen in der Mittelweser)
- Schleuse Petershagen
- Schleuse Schlüsselburg
- Schleuse Landesbergen
- Schleuse Drakenburg
- Schleuse Dörverden *)
- Schleuse Langwedel

*) Anschluss geplant
Amtsbereich Wasserstraßen- und Schifffahrtsamt Minden
Schleusen des Wasserstraßenkreuzes Minden
- Schachtschleuse
- Weserschleuse
- Obere Schleuse
- Untere Schleuse

Schleusen am Stichkanal Osnabrück
- Schleuse Hollage
- Schleuse Haste

## Kleinfahrzeugkennzeichen
Den Kleinfahrzeugen im Bereich des früheren Wasserstraßen- und Schifffahrtsamtes Minden wurden Kleinfahrzeugkennzeichen mit der Kennung MI zugewiesen.